# باربرا كوني
باربرا كوني (بالإنجليزية: Barbara Cooney)‏ هي كاتِبة وكاتبة للأطفال أمريكية، ولدت في 6 أغسطس 1917 في نيويورك في الولايات المتحدة، وتوفيت في 10 مارس 2000 في داماريسكوتا في الولايات المتحدة.